# 鄂坪乡
鄂坪乡，是中华人民共和国湖北省十堰市竹溪县下辖的一个乡镇级行政单位。

## 行政区划
鄂坪乡下辖以下地区：
唐家畈村、大河湾村、东湾村、小汇村、张湾村、民峪村、罗汉垭村、下鄂坪村、西湾村、上高桥村、青云村、堰青村、梓桐垭村、谢家塔村、上鄂坪村、界牌沟村、磨子沟村、三同村和九湾村。